# Nic Sampson
Nic Sampson, född 18 november 1986 på Nya Zeeland, är en nyzeeländsk skådespelare, komiker och författare. Han är bland annat känd för att spela rollen som Chip Thorn i superhjälteserien Power Rangers Mystic Force, och Sam Breen i kriminaldramat Morden i Brokenwood. Han är också en av grundarna till det Auckland-baserade komedikollektivet Snort.

## Filmografi (i urval)

### TV-serier
- 2006 – Power Rangers Mystic Force (TV-serie)
- 2007 – Power Rangers Operation Overdrive (TV-serie) (röstroll)
- 2008 – Power Rangers Jungle Fury (TV-serie) (röstroll)
- 2014 – Power Rangers Megaforce (TV-serie) (säsongen Super Megaforce, röstroll)
- 2014–2021 – Morden i Brokenwood (TV-serie)
- 2015 – Power Rangers Dino Charge (TV-serie) (röstroll)
- 2021 – Starstruck (TV-serie)

### Filmer
- 2010 – The Warrior's Way
- 2012 – Emperor